# Danh sách báo chí Nga

## Báo chí quốc gia

### Hàng ngày
- Komsomolskaya Pravda (Комсомольская правда), bản rộng
- Moskovsky Komsomolets (Московский комсомолец), bản rộng
- Izvestia (Известия), bản rộng
- Rossiyskaya Gazeta (Российская газета), bản rộng
- Kommersant (Коммерсантъ), bản rộng
- Trud (Труд)
- Moskovskiye Novosti (Московские новости)
- Nezavisimaya Gazeta (Независимая газета), bản rộng
- Novye Izvestiya (Новые Известия), bản rộng
- Vedomosti (Ведомости), broadsheet
- RBK hàng ngày (РБК hàng ngày), bản rộng
- Sport Express (Спорт-Экспресс), bản rộng
- Sovetsky Sport (Советский спорт), bản rộng

### 1 đến 4 tờ một tuần
Danh sách này không đầy đủ, bạn cũng có thể giúp mở rộng danh sách.
- Argumenty i Fakty (Аргументы и Факты), hàng tuần
- Argumenty Nedeli (Аргументы недели), hàng tuần
- Novaya Gazeta (Новая газета), 3 tờ một tuần
- Zhizn (Жизнь), hàng tuần
- Kultura (newspaper) (Культура), hàng tuần

## Danh sách chi tiết
| Tờ báo                            | Năm thành lập | Xuất bản        | Ngôn ngữ       | Khu vực                | Số bản         | Nhà xuất bản                      | Chủ                                             |
| --------------------------------- | ------------- | --------------- | -------------- | ---------------------- | -------------- | --------------------------------- | ----------------------------------------------- |
| Argumenty i Fakty                 | 1978          |                 | Tiếng Nga      | Quốc gia               |                |                                   |                                                 |
| Delovoy Gazeta.Yug                | 1997          | hàng tuần       | Tiếng Nga      | Krasnodar              | 5,000          |                                   | Delovoy Petersburg                              |
| Delovoy Petersburg                | 1993          | hàng ngày       | Tiếng Nga      | Sankt-Peterburg        | 26,042 (11/08) | Bonnier Business Press            | Bonnier Business Press                          |
| Guberniya                         |               |                 |                | Petrozavodsk           |                |                                   |                                                 |
| Izvestia                          | 1917          | 5 tuần 1 lần    | Tiếng Nga      | Quốc gia               | 234,500        | JSC "Izvestia Newspaper"          | Gazprombank                                     |
| Karjalan Sanomat                  | 1920          |                 | Tiếng Phần Lan | Petrozavodsk           |                |                                   |                                                 |
| Kodima                            |               |                 | Tiếng Nga      | Petrozavodsk           |                |                                   |                                                 |
| Kommersant                        | 1909          |                 | Tiếng Nga      | Quốc gia               | 131,000        |                                   |                                                 |
| Komsomolskaya Pravda              | 1925          |                 | Tiếng Nga      |                        |                |                                   |                                                 |
| Krasnaya Zvezda                   | 1924          |                 | Tiếng Nga      |                        |                |                                   | Ministry of Defence of the Russian Federation   |
| Kuryer Karelii                    |               |                 | Tiếng Nga      | Petrozavodsk           |                |                                   |                                                 |
| Le Courrier de Russie             | 2003          | hai lần 1 tháng | Tiếng Pháp     | Moscow & St Petersburg |                | Novy Vek Media                    |                                                 |
| Lyydilaine                        |               |                 | Ludic          | Petrozavodsk           |                |                                   |                                                 |
| Moskovskaya Komsomolka            | 1999          |                 | Tiếng Nga      | Moskva                 |                | Evgeny Dodolev                    | Boris Berezovsky                                |
| Moskovskaya Pravda                | 1918          |                 | Tiếng Nga      | Moskva                 | 304,529        |                                   | Nhà báo                                         |
| Moskovski Korrespondent           | 2007          |                 | Tiếng Nga      |                        |                |                                   |                                                 |
| Moskovskij Komsomolets            | 1919          |                 | Tiếng Nga      | Moskva                 |                |                                   | Pavel Gusev                                     |
| Moscow News                       | 1930          |                 | Tiếng Anh      | Moskva                 |                |                                   |                                                 |
| Muzykalnaya Pravda                | 1995          |                 | Tiếng Nga      | Moskva                 |                |                                   | Evgeny Dodolev                                  |
| Nezavisimaya Gazeta               | 1990          |                 | Tiếng Nga      |                        |                |                                   |                                                 |
| Nezavisimoye Voyennoye Obozreniye | 1995          | hàng tuần       | Tiếng Nga      | Moskva                 | 12,000         |                                   |                                                 |
| Novaya Gazeta                     | 1993          |                 | Tiếng Nga      | Moskva                 |                |                                   |                                                 |
| Novgorod                          | 1990          |                 | Tiếng Nga      | Veliky Novgorod        |                |                                   |                                                 |
| Novye Izvestiya                   | 1997          |                 | Tiếng Nga      | Moskva                 |                |                                   |                                                 |
| Novy Vzglyad                      | 1992          |                 | Tiếng Nga      | Moskva                 |                |                                   | Evgeny Dodolev, Kirsan Ilyumzhinov              |
| Oma Mua                           |               |                 | Karelian       | Petrozavodsk           |                |                                   |                                                 |
| Parlamentskaya Gazeta             | 1997          |                 | Tiếng Nga      |                        |                |                                   |                                                 |
| Petrozavodsk                      |               |                 |                | Petrozavodsk           |                |                                   |                                                 |
| Pravda                            | 1908          |                 | Tiếng Nga      | Quốc gia               |                |                                   |                                                 |
| Rossiyskaya Gazeta                | 1990          |                 | Tiếng Nga      |                        |                |                                   |                                                 |
| Russia Beyond the Headlines       | 2007          |                 | Tiếng Anh      | Thế giới               |                |                                   | Rossiyskaya Gazeta                              |
| Sovetsky Sakhalin                 | 1925          | 4 tuần 1 lần    | Tiếng Nga      | Yuzhno-Sakhalinsk      |                |                                   |                                                 |
| Sovetsky Sport                    | 1924          |                 | Tiếng Nga      |                        |                | Nhà xuất bản Komsomolskaya Pravda | JSC Sovetsky Sport và Russian Olympic Committee |
| The Kazan Herald                  | 2010          |                 | Tiếng Anh      | Kazan                  |                |                                   |                                                 |
| The Moscow Times                  | 1992          |                 | Tiếng Anh      | Moskva                 |                |                                   |                                                 |
| The St. Petersburg Times          | 1993          |                 | Tiếng Anh      | Sankt-Peterburg        |                |                                   |                                                 |
| Tikhookeanskaya Gazeta            |               |                 | Tiếng Nga      | Khabarovsk             |                |                                   |                                                 |
| Tribuna                           | 1969          | hàng tuần       | Tiếng Nga      | Quốc gia               | 124,000        | "Tribuna" Publishing House        | Công ty truyền thông Gazprom                    |
| Trud                              | 1921          |                 | Tiếng Nga      |                        |                |                                   |                                                 |
| Tverskaya Zhizn                   |               |                 | Tiếng Nga      | Tver                   |                |                                   |                                                 |
| Tvoy Den                          |               |                 | Tiếng Nga      |                        |                |                                   |                                                 |
| Tyumenskaya Oblast Segodnya       |               |                 | Tiếng Nga      | Tyumen                 |                |                                   |                                                 |
| Vecherniy Kazan                   | 1979          |                 | Tiếng Nga      | Kazan                  | 33,334         | Evening Kazan Publishing House    |                                                 |
| Vecherniy Krasnoyarsk             | 1989          | hàng tuần       | Tiếng Nga      | Krasnoyarsk            |                |                                   |                                                 |
| Vecherniy Murmansk                | 1991          |                 | Tiếng Nga      | Murmansk               |                |                                   |                                                 |
| Vecherniy Novosibirsk             |               | 5 tuần 1 lần    | Tiếng Nga      | Novosibirsk            |                |                                   |                                                 |
| Vecherniy Stavropol               |               |                 | Tiếng Nga      | Stavropol              |                |                                   |                                                 |
| Vedomosti                         | 1999          |                 | Tiếng Nga      |                        |                |                                   |                                                 |
| Vienan Karjala                    |               |                 | Karelian       | Petrozavodsk           |                |                                   |                                                 |
| Vremya Novostei                   | 2000          |                 | Tiếng Nga      |                        |                |                                   |                                                 |
| Zhizn                             |               |                 | Tiếng Nga      |                        |                |                                   |                                                 |

Danh sách này không đầy đủ, bạn cũng có thể giúp mở rộng danh sách.